# Universidad de San Buenaventura (Nueva York)
Para la universidad colombiana, véase Universidad de San Buenaventura.
La Universidad de San Buenaventura (St. Bonaventure University en idioma inglés) es una universidad privada, católica, de la Orden de Frailes Menores, ubicada en el condado de Cattaraugus (Nueva York). Su actual Rector es la hermana Margaret Carney, O.S.F., que se ha convertido en la primera religiosa que llega al puesto. La universidad es una obra de la Provincia Franciscana del Santísimo Nombre de Estados Unidos. 

## Historia
La universidad fue fundada por Nicholas Devereux, uno de los primeros propietarios de terrenos en el recién explorado territorio del condado de Cattaraugus. Para el desarrollo del condado, eran necesarias instituciones académicas superiores que cubriesen las necesidades de la creciente población, y el Sr. Devereux buscó el apoyo del Obispo de Búfalo, John Timon, debido al prestigio que la Iglesia católica garantizaba en sus instituciones. La Diócesis contactó con la Orden Franciscana, y en 1856 llegaron al condado los primeros frailes, con el Padre Pamfilo da Magliano a la cabeza, con la misión de fundar el centro educativo. Se trató del primer grupo de franciscanos que se asentó en los Estados Unidos de América. En 1858 comenzaron las clases. Desde entonces, San Buenaventura mantiene estrechas vinculaciones con todos los colegios católicos de educación secundaria del estado de Nueva York, y de todo el nordeste de los Estados Unidos, de donde provienen, principalmente sus alumnos.

## Vida estudiantil
La universidad destaca por sus programas de periodismo, empresariales, y magisterio. Cuenta con cinco ganadores del Premio Pulitzer entre sus antiguos alumnos. El periódico universitario The Bona Venture se lleva publicando sin interrupción desde 1826. En San Buenaventura también se publica la segunda revista literaria universitaria más antigua de los Estados Unidos, The Laurel. La radio estudiantil WSBU-FM se sitúa en el número 2 del ranking nacional del Princeton Review. El campus de 500 acres incluye un campo de golf de 9 hoyos, y un antiguo aeropuerto. La atmósfera de pertenencia a la universidad es muy intensa debido a que prácticamente todos los alumnos viven en las residencias del campus.      

## Deportes
San Buenaventura compite con 14 equipos (7 masculinos y 7 femeninos) en División I de la NCAA. Mantiene una rivalidad deportiva histórica con las universidades católicas de Canisius (Jesuitas) y Niágara (Paúles), en lo que se conoce como la liga de los tres pequeños (the little three). El programa más famoso es su acreditadísimo equipo de Baloncesto masculino. Pertenece a la Atlantic Ten Conference, y el pabellón de deportes, con 5.900 localidades de asiento, tiene colgado el cartel de "no hay billetes" en absolutamente todos los partidos. Es una de las canchas, junto con las de la Universidad de Duke y la Universidad de Míchigan, más duras para los equipos visitantes.